# Universidad (métro de Mexico)
Pour les articles homonymes, voir Universidad.
Universidad (en français : Université) est une station terminus de la Ligne 3 du métro de Mexico, située au sud de Mexico, dans la délégation Coyoacán.

## La station
La station ouverte en 1983, doit son nom à la toute proche cité universitaire de l'Université nationale autonome du Mexique. Son logo en représente le blason.